# Brzesko (gmina w województwie szczecińskim)
Brzesko (od 18 IV 1950 Przelewice) – dawna gmina wiejska istniejąca w latach 1945–1950 w woj. szczecińskim (dzisiejsze woj. zachodniopomorskie). Siedzibą władz gminy było Brzesko.
Gmina Brzesko powstała po II wojnie światowej na terenie tzw. Ziem Odzyskanych (tzw. III okręg administracyjny – Pomorze Zachodnie). 28 czerwca 1946 gmina – jako jednostka administracyjna powiatu pyrzyckiego – weszła w skład nowo utworzonego woj. szczecińskiego.
Według stanu z 1 lipca 1948 gmina składała się z 13 gromad: Brzesko, Gardziec, Jesionowo, Kluki, Kłodzino, Kosin, Letnin, Lucin, Płońsko, Przelewice, Rosiny, Obromino i Mechowo.
18 kwietnia 1950 gminę zniesiono w związku z przeniesieniem siedziby gminy z Brzeska do Przelewic i zmianą nazwy jednostki na gmina Przelewice.